# День длиннее ночи
«День длиннее ночи» (груз. დღეს ღამე უთენებია) — советская грузинская художественная драма 1983 года. Премьера — 5 октября 1984 года.

## Сюжет
Фильм повествует о тяжёлой женской судьбе. Восьмидесятилетняя Ева всю жизнь прожила в горной грузинской деревне. Здесь сыграли её свадьбу с пастухом Георгием, который вскоре погибает. Здесь она вышла замуж за Спиридона, из сострадания к его одинокой, мрачной неприкаянности. В родной деревне Еве довелось пережить революцию и гражданскую войну, нэп и коллективизацию. После того, как Спиридон на глазах Евы избивает бедных крестьян, она уходит от него с приемной дочерью. Позднее она узнает, что Георгий погиб именно от руки Спиридона, который совершает самоубийство на глазах у падчерицы после того, как страшная тайна была раскрыта.
И вот теперь Ева живёт в опустевшей деревне. Большинство односельчан перебралось в город, где жить проще и легче, где жизнь всегда бурлит. И даже любимого внука у Евы хочет забрать его мать, приехавшая из города. Но мальчик остаётся с бабушкой, которая верит в то, что деревня, где жили их предки, возродится.

## В ролях
- Дареджан Харшиладзе — Ева в молодости
- Тамара Схиртладзе — Ева в старости
- Гурам Пирцхалава — Спиридон, муж Евы
- Ираклий Хизанишвили — Арчил, профессиональный революционер
- Гурам Палавандишвили — пастух Георгий, жених Евы
- Леван Пилпани — отец Евы
- Акакий Хидашели — Мнате
- Гуранда Габуния — Дареджан, дочь Спиридона
- Софико Арсенишвили — Дареджан маленькая
- Ника Хазарадзе — Георгий, маленький сын Дареджан
- Григол Талаквадзе — Мито, односельчанин
- Натия Гогочури — «святоша», публичная женщина
- Манана Менабде — певица
- Елена (Лика) Чавчавадзе — публичная женщина
- Леван Абашидзе — парень с лозунгом (нет в титрах)
- Тристан Саралидзе — мужчина с плакатом (нет в титрах)
- Нодар Сохадзе — прохожий военный (нет в титрах)
- Варлам Цуладзе — Габриэль, деревенский гончар (нет в титрах)
- Василий Кахниашвили — учитель (нет в титрах)
- Тамара Твалиашвили — прохожая (нет в титрах)
- Гиви Тохадзе — горожанин (нет в титрах)
- Владимир Читишвили — односельчанин (нет в титрах)

Артисты-музыканты — Амиран Амиранашвили и Рамаз Иоселиани.
Также в фильме снималась Тинатин Менабде.

### Роли дублировали
- Нелли Витепаш — Ева в молодости
- Ирина Карташёва — старая Ева
- Тимофей Спивак — Спиридон
- Алексей Сафонов — Арчил
- Владимир Антоник — Георгий
- Даниил Нетребин — Мация
- Леонид Белозорович — Мнате
- Лариса Данилина — Дареджан, дочь Спиридона
- Татьяна Аксюта — маленькая Дареджан
- Геннадий Юдин — Мито
- Денис Симонов — Георгий, сын Дареджан
- Ирина Губанова — «святоша»

## Съёмочная группа
- Режиссёр — Лана Гогоберидзе
- Сценаристы — Заира Арсенишвили и Лана Гогоберидзе
- Оператор — Нугзар Эркомаишвили
- Композитор — Гия (Георгий) Канчели
- Художник — Георгий Микеладзе
- Автор и исполнитель песен — Манана Менабде

## Фестивали и награды
- 1984 — 17 Всесоюзный кинофестиваль (Киев) в программе художественных фильмов:[1]
  - Специальный диплом жюри — фильму «День длиннее ночи»;
  - Дипломы жюри за главную роль — Дареджан Харшиладзе и Тамара Схиртладзе.